# Sally Struthers
Sally Struthers est une actrice américaine née le 28 juillet 1947 à Portland en Oregon (États-Unis).

## Filmographie
- 1970 : The Phynx (en) : World's No. 1 fan
- 1970 : Cinq pièces faciles (Five Easy Pieces) : Betty
- 1970 : The Tim Conway Comedy Hour (série télévisée)
- 1967 : The Smothers Brothers Comedy Hour (série télévisée) : Regular Performer (plusieurs épisodes, 1970)
- 1971 : The Pebbles and Bamm-Bamm Show (série télévisée) : Pebbles Flinstone (voix)
- 1972 : Guet-apens (The Getaway) : Fran Clinton
- 1974 : Aloha Means Goodbye (TV) : Sara Moore
- 1975 : Hey, I'm Alive (TV) : Helen Klaben
- 1976 : The Great Houdini (TV) : Bess Houdini
- 1977 : Fred Flintstone and Friends (série télévisée) (voix)
- 1977 : Intimate Strangers (TV) : Janis Halston
- 1978 : A Different Approach
- 1978 : My Husband Is Missing (TV) : Mrs. Katherine Eaton
- 1979 : Ton nom est Jonah (And Your Name Is Jonah de Richard Michaels (TV) : Jenny Corelli
- 1981 : L'Éternel soupçon (A Gun in the House) (TV) : Emily Cates
- 1983 : The Charmkins (vidéo) : Poison Ivy (voix)
- 1985 : Alice au pays des merveilles (Alice in Wonderland) (TV) : Lily La Tigresse
- 1986 : 9 to 5 (série télévisée) : Marsha McMurray Shrimpton (unknown episodes)
- 1989 : Un silence coupable (A Deadly Silence) (TV) : Aunt Marilyn
- 1992 : The Tin Soldier (TV) : Narrator
- 1992 : Dans le seul intérêt des enfants (In the Best Interest of the Children) (TV) : Patty Pepper
- 1995 : The New Adventures of Mother Goose (TV) : Mother Goose
- 1997 : The Others réalisé par Travis Fine : Mrs. Zelov
- 2000- 2007  : Gilmore Girls (série télévisée) : Babette Dell
- 2001 : Out of the Black : Betty
- 2001 : A Month of Sundays : Onida Roy
- 2002 : Becoming Glen (TV)
- 2002 : Hôpital central ("General Hospital") (série télévisée) : Jennifer Smith #3 (unknown episodes, 2002)
- 2002-2006  : Une famille presque parfaite : Louise Miller
- 2003 : Reeseville : Katie Oakman
- 2003 : How to Get the Man's Foot Outta Your Ass : Roz
- 2005 : La Véritable Histoire du Petit Chaperon rouge (Hoodwinked!) : Granny (original version) (voix)
- 2006 : Ce qu'on fait par amour... (What I Did for Love) (TV) : Tante Trudy
- 2018 : Harmonie de Noël (Christmas Harmony) (TV) : Shirley

## Ses apparitions dansSouth Park
Matt Stone et Trey Parker ont effectivement fait apparaître Sally Struthers dans leur série South Park.
1. Saison 1, épisode 9 : Le Petit Ethernopien.
2. Saison 1, épisode 12 : Mecha Streisand
3. Saison 3, épisode 11 : Ethernopiens dans l'espace.
4. Saison 9, épisode 6 : La Mort d'Eric Cartman.